# Паратектитова порода
Паратектитова порода (рос. паратектитовая порода; англ. paratektite rock; нім. paratektisches Gestein n) — інтрузивна магматична порода, що утворилася з розплаву, який виник за рахунок переплавки більш осадових порід.